# Фёдоровское (Конаковский район)
Фёдоровское — деревня в Конаковском районе Тверской области России, входит в состав Дмитровогорского сельского поселения.

## География
Деревня расположена на берегу Иваньковского водохранилища в устье реки Тропка в 7 км на север от центра поселения села Дмитрова Гора и в 12 км на восток от райцентра города Конаково.

## История

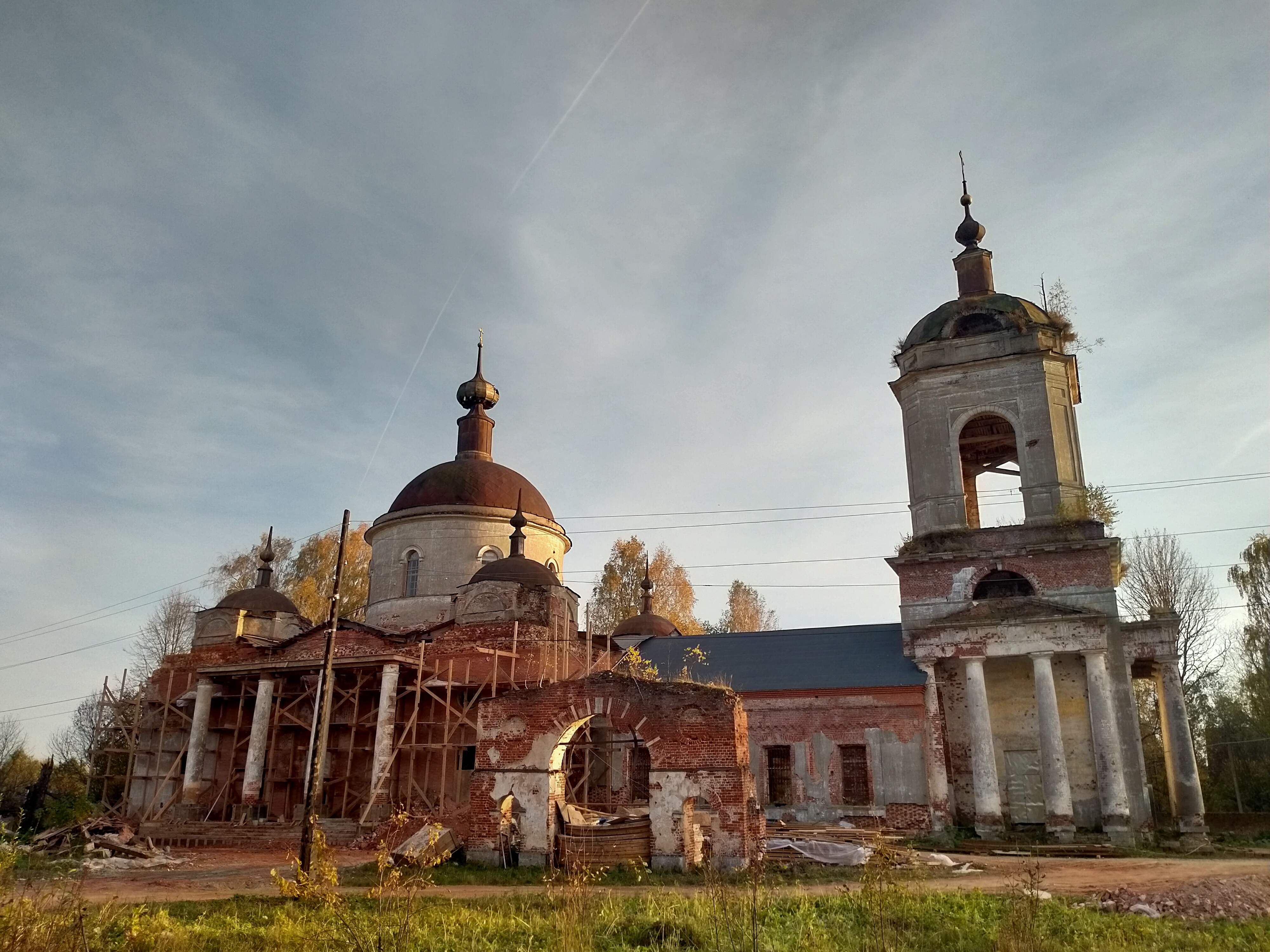
Церковь Успения Пресвятой Богородицы. 2020 год

В 1830 году в селе была построена каменная Успенская церковь с 5 престолами, метрические книги с 1780 года. 
В конце XIX — начале XX века село являлось центром Федоровской волости Корчевского уезда Тверской губернии. 
С 1929 года деревня являлась центром Федоровского сельсовета Конаковского района Кимрского округа Московской области, с 1935 года — в составе Калининской области, с 1994 года — в составе Дмитровогорского сельского округа, с 2005 года — в составе Дмитровогорского сельского поселения.

## Население
| 1859 | 1887 | 2002 | 2010 |
| ---- | ---- | ---- | ---- |
| 489  | ↘485 | ↘82  | ↘58  |

## Достопримечательности
В деревне расположена восстанавливаемая Церковь Успения Пресвятой Богородицы (1830).